# Harley Quinn
Harley Quinn (Dra. Harleen Frances Quinzel) és una superdolenta que apareix a còmics estatunidencs publicats per DC Comics, inicialment com a adversària del superheroi Batman. El personatge va ser creat per Paul Dini i Bruce Timm, i va aparèixer per primera vegada a   Batman: The Animated Series  al setembre de 1992. Va aparèixer més tard en els còmics de Batman de DC Comics, amb la seva primera aparició en un còmic a  The Batman Adventures  # 12 (setembre de 1993). El personatge és una freqüent còmplice i xicota del Joker, també principal enemic de Batman, i una amiga propera de la supervillana Heura Verinosa, de qui va obtenir una immunitat a verins i toxines. La història d'origen de Harley Quinn relata que va conèixer al Joker mentre treballava com psiquiatra al Asil Arkham, on el Joker era un pacient. El seu nom Harley Quinn és un joc del nom "Arlequí" (Harlequin en anglès), un personatge originari de la commedia dell'arte.

## Història

### Origen en el còmicMad Love(Amor Boig)
En el còmic Mad Love, escrit per Paul Dini a 1994, es narra com Harleen Quinzel va destacar en la seva època escolar, com una àgil gimnasta, la qual cosa li va permetre obtenir una beca per estudiar Psiquiatria a la Universitat de Gotham. Allà, per aconseguir notes excel·lents, no va fer més que anar a dormir amb els seus professors.
Harleen Quinzel ja com a professional i obsessionada amb pacients amb estranyes malalties mentals va optar per realitzar el seu internat com a psiquiatra a l'Asil Arkham i va ser assignada com la terapeuta del Joker; durant les sessions, Harley es va començar a enamorar bojament d'ell fins que es van enamorar els dos i ell va començar a trastornar-la, convertint-se en el rei i la reina de Gotham City. Després d'escapar-se diversos dies de l'Asil, Batman captura i retorna a Joker ple de sang i amb molts cops. Harley en veure el que li ha fet al seu amor, acaba de trastornar-se i promet matar a Batman pel que li va fer aquesta vegada i les altres vegades anteriors que El Joker escapava d'Arkham. Quinn roba una disfressa d'arlequí, elements d'una botiga de bromes i es disposa a treure al Joker d'Arkham. Des d'aquest moment, Harleen es converteix en "Harley Quinn" (nom proposat pel Joker, ja que li recordava a un Arlequí), còmplice i eterna enamorada del supervillà.

### Relació amb el Joker
La relació entre Joker i Harley Quinn és una de les més complicades de definir: els dos solen tractar-se amb violència, sobretot per part del Joker cap a Quinn, fins al punt que la viola repetidament. Harley sol dir afectuosament "Mr. J" o "Puddin" (traducció: pastisset o bestiola), encara que aquest no apreciï aquest afecte. Sobretot és perquè el Joker odia estimar a Harley, ja que no vol sentir aquestes coses que el debiliten i ho paga amb ella però quan no la té al costat remou cel i terra per la seva reina.

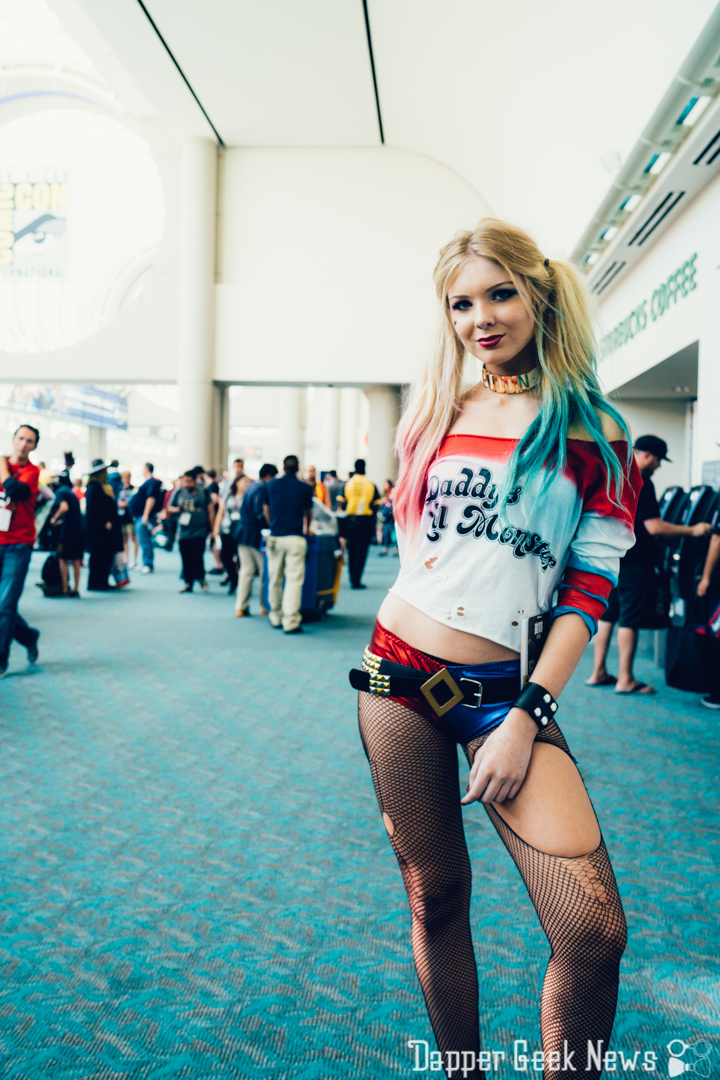
Versió moderna de Harley Quinn (cosplay; San Diego Comic Con 2016)

Al llibre Batman: Animated, Mark Hamill (la veu del Joker a Batman: La Sèrie Animada) va dir: "Expressar emoció de qualsevol manera que és real i comprensible és estrany pel Joker, però ell està aprenent parts d'ell, de vegades inconscientment, a través de Harley".
Mentrestant, Arleen Sorkin (veu de Harley a  Batman: La Sèrie Animada) afegeix: "  Tots veuen al Joker rient; Harley ho veu plorant"
Una mirada més profunda als primers temps de la seva relació és la donada per Paul Dini, Greg Rucka i altres en la saga  No Man 's Land' '(1999). En el llibre, la reacció inicial de Joker sobre Harley és un nou estat mental: una barreja de fascinació davant la situació de formar part d'una parella i gran molèstia per la distracció que això li porta a la seva carrera criminal. 
De fet en el còmic, El Joker fa la següent declaració:
- "He notat l'arribada d'alguns canvis des que vas arribar a la meva vida. He recordat com era sentir-se part d'una parella. Tenir cura d'algú que té cura de mi. És la primera vegada en la meva memòria recent que tinc aquests sentiments ... I odi tenir aquests sentiments!".

## Pel·lícula més destacada

### Esquadró Suïcida
- Després dels esdeveniments de Flashpoint, es reinicia la història de l'univers DC, anomenada els Nous 52.
- Estrenada el 5 d'agost de 2016.[3]

Mentre el govern no té clar com respondre a una visita alienígena a la Terra amb intencions malignes, Amanda Waller (Viola Davis), la líder de l'agència secreta A.R.G.U.S., ofereix una curiosa solució. Aquesta Oficial d'Intel·ligència nord-americana creu que la resposta és reclutar els dolents més cruels, amb habilitats letals i màgiques, perquè treballin per a ells. Harley és reclutada a la força en l'Esquadró Suïcida. Després de sentir els rumors sobre la suposada mort del Joker, Harley traeix l'Esquadró Suïcida i torna a Gotham per recuperar el rostre del seu estimat. Amb la cara del príncep pallasso del crim en el seu poder, Harley captura i lliga el seu company de l'Esquadró Suïcida, Deadshot. Seguidament, Harley col·loca la cara del Joker a Deadshot i aquest tracta d'emular el príncep pallasso perquè ella pugui així tenir una "xerrada" amb el seu estimat  "Sr. J" . Deadshot dona per finalitzada la "conversa" entre els dos pallassos disparant Harley a l'estómac. Quan el Joker torna a Gotham, li demana a Harley que es posi el seu antic vestit de caputxa vermella per a parar un parany a Batman. Un cop dut a terme el favor, Harley torna per comunicar-li al Joker que tot ha anat segons el previst però ell té altres plans per a ella. En assabentar-se que Harley ha coquetejat amb Deadshot, Joker intenta venjar-se d'ella en la línia argumental de Death of the Family.

## Curiositats
Gràcies a la pel·lícula "Suicide Squad" aquest Halloween 2016, la disfressa estrella ha estat el look de Margot Robbie representant a Harley Quinn juntament amb el de Jared Leto d'en Joker.